# Square Gabriel-Pierné
Le square Gabriel-Pierné  est un espace vert du 6e arrondissement de Paris.

## Situation et accès
Il est, avec le square Honoré-Champion, l'un des deux squares situés derrière l'Institut de France.
Ce site est desservi par la ligne 7 à la station de métro Pont-Neuf, par la ligne 4 à la station Saint-Germain-des-Prés et par la ligne 10 à la station Mabillon.

## Origine du nom
Ce square porte le nom du musicien français Gabriel Pierné (1863-1937).

## Historique
Le square a été ouvert en 1938. Il occupe l’emplacement du «jeu de paume des Métayers », dans lequel débutèrent Molière et l’Illustre Théâtre.

## Situation et accès
Le square Gabriel-Pierné est situé au croisement de la rue Mazarine et de la rue de Seine, juste à l'arrière de la chapelle du collège des Quatre-Nations.

## Éléments particuliers
Le square Gabriel-Pierné, malgré sa petite superficie (644 m2), comporte plusieurs éléments :
- la fontaine du Marché-aux-Carmes, d'Alexandre-Évariste Fragonard qui date de 1830. Elle a été installée ici en 1930 et inscrite monument historique en 1952[2] ;
- une statue de Marcello Tommasi, Carolina, qui date de 1968 ;
- un catalpa classé « arbre remarquable » en raison de ses dimensions qui, en 2011, étaient de 15 mètres de hauteur pour 2,60 mètres de circonférence[3]. Le catalpa a été abattu en 2021[réf. nécessaire].

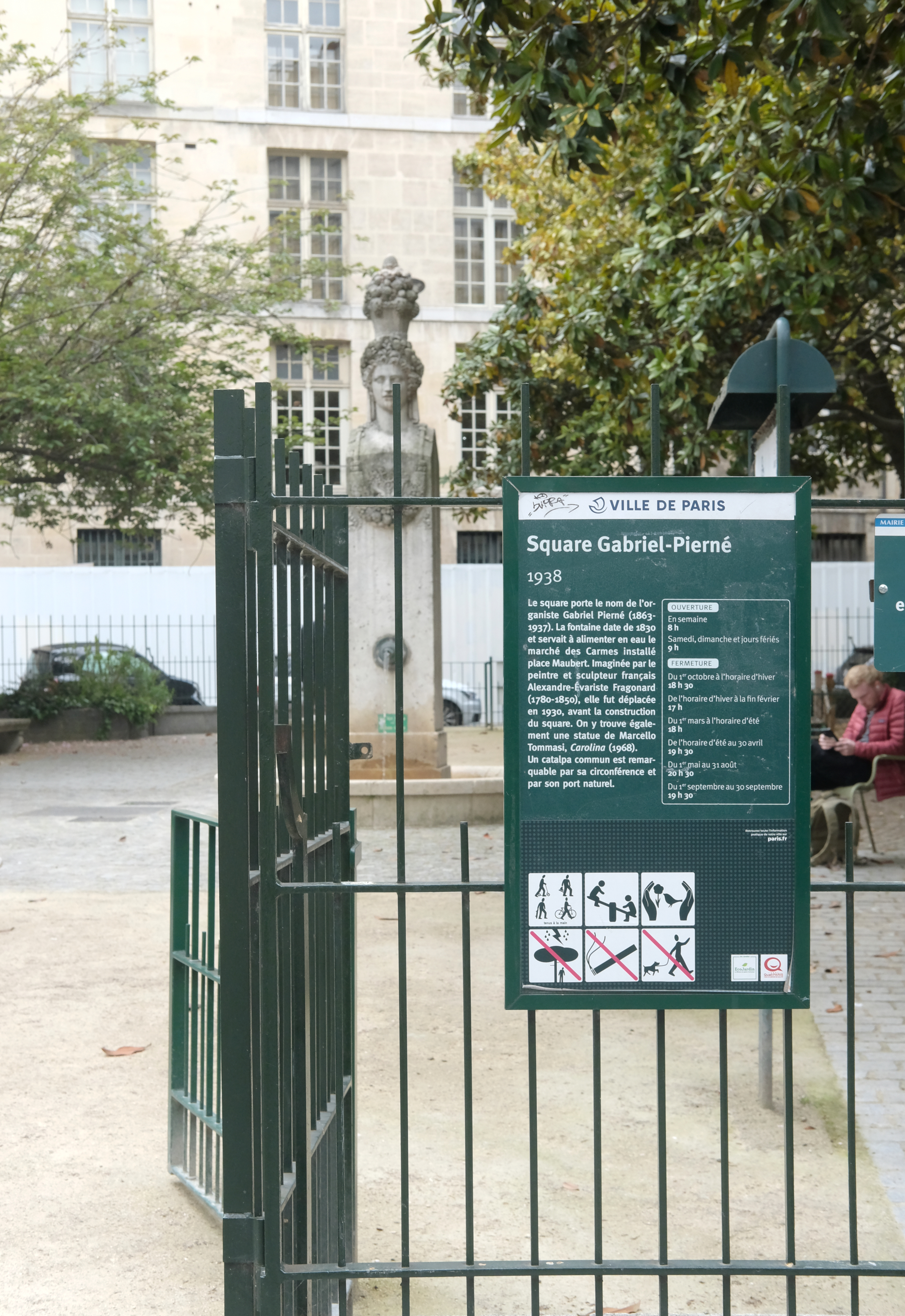
Une des entrées du square.
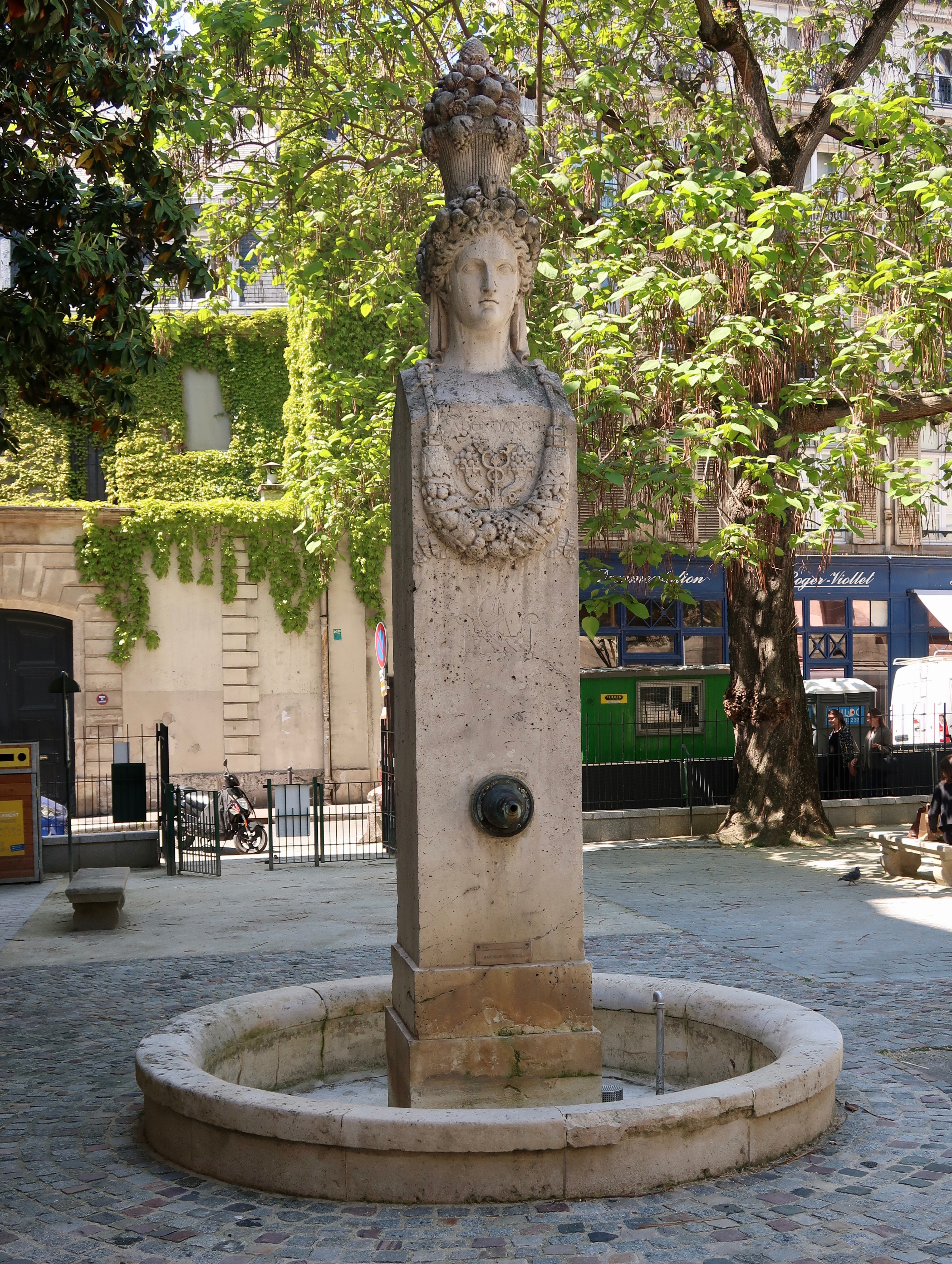
La fontaine du Marché-aux-Carmes.
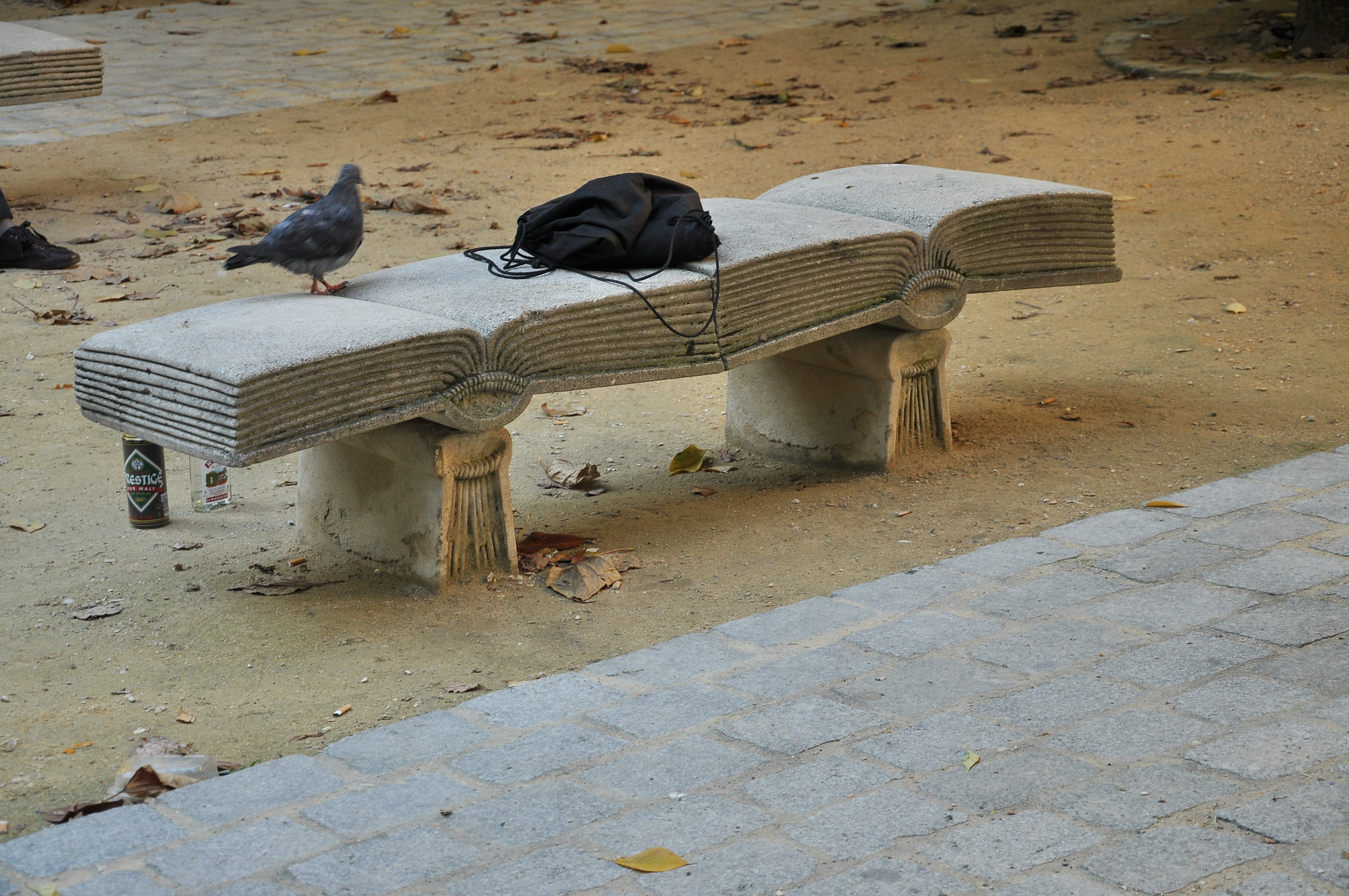
Banc du square.